# Yorkshire
Yorkshire este unul dintre cele 39 Comitate istorice ale Angliei, cel mai mare comitat din Marea Britanie. Cu toate că actualmente nu există nici o unitate de administrație civilă cu numele acesta, numele este inclus în titlul a numeroase subdiviziuni contemporane cum ar fi numele regiunii Yorkshire and the Humber. 
De-a lungul istoriei, Yorkshire a jucat un rol important în istoria Marii Britanii. Tribul celtic Brigantes, cel mai mare trib de pe insulă, erau concentrați pe teritoriul Yorkshire-ului. Romanii au făcut din York una dintre cele două capitale ale Angliei Romane. Teritoriul a fost un regat viking independent cunoscut sub numele de Jórvík timp de un secol înainte de a fi cucerit de Regatul Angliei în 954 .
Emblema Yorkshire-ului este Trandafirul Alb al Casei de York al cărui fief era în regiune. Yorkshire are o identitate regională puternică, trandafirul alb fiind reprezentat pe steagul acestuia, pe un fond albastru. De asemenea în regiune există un dialect local distinct. 

## Personalități născute aici
- A. S. Byatt (n. 1936), scriitoare.
- Dominic Richard Harrison
- Louis William Tomlinson